# Coleophora albicostella
Coleophora albicostella là một loài bướm đêm thuộc họ Coleophoridae. Nó được tìm thấy ở Latvia to bán đảo Iberia, Ý, Hy Lạp và Cộng hòa Síp.
Ấu trùng ăn Fragaria vesca, Potentilla cinerea, Potentilla palustris and Potentilla tabaernaemontani. They create a yellowish white spatulate leaf case. It strongly compressed laterally and bivalved. Ấu trùng có thể tìm thấy from autumn đến tháng 5.